# Vanneau de Malabar
Vanellus malabaricus
Espèce
Statut de conservation UICN

 LC  : Préoccupation mineure
Synonymes
- Charadrius malabaricus (protonyme)[1]
- Lobipluvia malabarica
- Hoplopterus malabaricus
- Vanellus malarbaricus[1]

Le Vanneau de Malabar (Vanellus malabaricus) est une espèce d'oiseaux limicoles de la famille des Charadriidae. C'est un oiseau d'Asie du Sud.

## Description
Le vanneau de Malabar mesure de 24 à 28 cm et pèse de 100 à 200 g.
Morphologie externe :
1. bec
2. calotte
3. lore
4. iris
5. manteau

Morphologie d'un vanneau de Malabar (Vanellus malabaricus)

6. plumage de petite et moyenne couverte
7. plumes scapulaires
8. plumage de couverture
9. rémiges tertiaires
10. croupion
11. rémiges primaires
12. bas ventre
13. cuisse
14. articulation tibiotarsale
15. tarse
16. doigt
17. tibia
18. ventre
19. flanc
20. poitrail
21. gorge et gorgerin
22. caroncule

## Reproduction
Il niche sur des terrains secs et dégagés et dépose en général quatre œufs dans une simple dépression du sol.

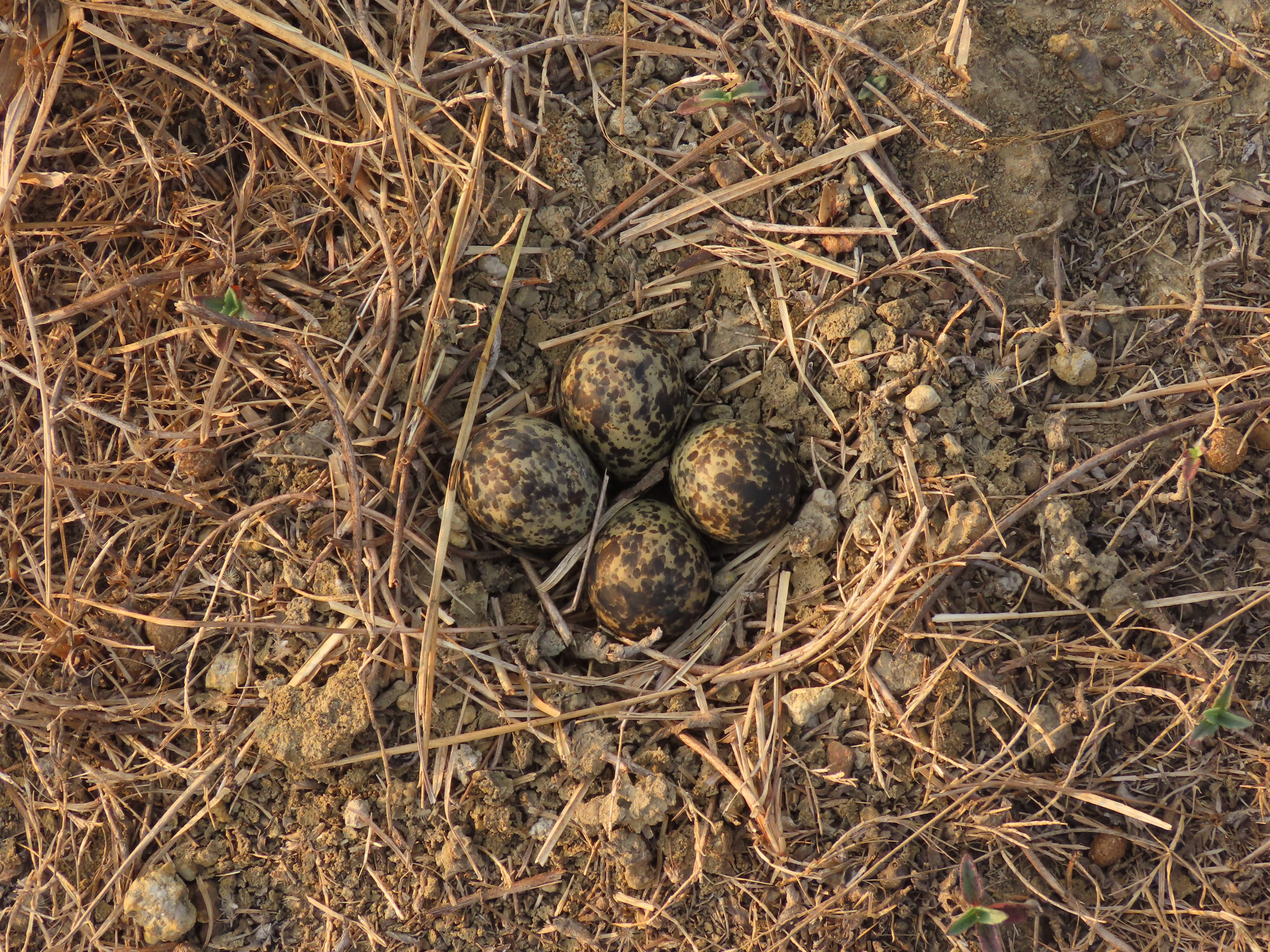

## Aire de distribution et habitat
L'espèce est commune dans une grande partie de l'Inde, et est observée dans divers habitats ouverts de plaine. Elle a tendance à être observée dans des habitats plus secs que le vanneau indien (Vanellus indicus). On la trouve dans la plupart des régions de l'Inde, dans certaines parties du Pakistan, Népal, Bangladesh et Sri Lanka. Elle effectue des déplacements sur de courtes distances en réponse à la pluie, mais le schéma exact n'est pas connu.
Elle a été recensée dans les pays suivants : Bangladesh, Inde, Népal, Pakistan, Sri Lanka.

## Systématique
Le nom valide complet (avec auteur) de ce taxon est Vanellus malabaricus (Boddaert, 1783).
L'espèce a été initialement classée dans le genre Charadrius sous le protonyme Charadrius malabaricus Boddaert, 1783.